# 川北紘一
川北 紘一（、1942年〈昭和17年〉12月5日 - 2014年〈平成26年〉12月5日）は、日本の特技監督。株式会社ドリーム・プラネット・ジャパン代表取締役。東京都日本橋出身。
日本を代表するSFX監督の1人と評されており、1970年代から1990年代にかけての東宝特撮を支えた。

## 来歴
太平洋戦争中であった幼少期に母方の実家である茨城県の竜ヶ崎に疎開し、小学校高学年まで同地ですごす。日本橋の実家は紳士服店を営んでいたが、東京大空襲により建物は全焼した。
高校生のころに、映画界への憧れから、カメラの機材会社ででアルバイトをする。
1962年（昭和37年）1月、東宝に入社。入社試験はすでに終了していたが、東宝で助監督を務めていた義理の兄を介して、カメラマンの完倉泰一の紹介により円谷英二が直接面接を行った。特撮現場への配属を希望し、撮影部特殊技術課に入り、円谷のもと有川貞昌に師事。同年、『妖星ゴラス』から、撮影助手として東宝特撮映画の現場に加わる。高校卒業間近であったが、担任の許可を得て学校には行かず撮影所に入り浸り、卒業式のみ仕事を休んで出席した。
1963年（昭和38年）春、正社員に昇格。
1965年（昭和40年）、光学撮影部門に移動、光線作画などに従事。以後、光学合成を主に担当する。
同年、円谷特技プロダクションのテレビ映画『ウルトラQ』第12話「鳥を見た」で合成を手掛け、これがテレビ番組での初仕事となる。
1966年（昭和41年）、『ゴジラ・エビラ・モスラ 南海の大決闘』で撮影助手を担当。
1970年（昭和45年）、結婚。
1971年（昭和46年）、円谷死去後の新体制で、東宝内に新設された「映像企画室」に異動。同年に一班体制で制作された『ゴジラ対ヘドラ』では、監督の坂野義光のもとで演出助手を務め、合成シーンなどを演出。
1972年（昭和47年）、『ウルトラマンA』に特撮班助監督で参加、第21話でテレビ特技監督デビュー。同作では数本を担当したが、撮影を一生懸命やった結果、決められた合成カット数を超えたり、5日で撮るところを1週間や10日かけるなどし、外部からは評判が良かったが社内では1番良くなかったと述べている。
1973年（昭和48年）、テレビ番組『流星人間ゾーン』で特撮監督。第4話「来襲! ガロガ大軍団 ―ゴジラ登場―」で、テレビ作品ながらゴジラを初めて演出する。
1976年（昭和51年）、『大空のサムライ』で映画特撮監督デビュー。零戦のミニチュア撮影に、難色を示す会社を押し切ってラジコンを使用し、一定の効果を挙げる。
1989年（平成元年）、中野昭慶の後を継ぎ、『ゴジラvsビオランテ』で特技監督（特撮監督）を担当、以後のゴジラシリーズ6作を担当する。川北が退いた後の『モスラ3 キングギドラ来襲』（1998年）から『ゴジラ FINAL WARS』（2004年）では特技監督の役職が設けられなかったため、「東宝最後の特技監督」とも称され、自著のキャッチコピーにも用いている。
2002年（平成14年）12月、東宝を定年退社。
2003年（平成15年）1月、特撮・VFXの制作会社ドリーム・プラネット・ジャパンを設立。
2013年（平成25年）、大森一樹の招きで大阪芸術大学映像学科の客員教授に就任。
2014年（平成26年）12月5日、肝不全で死去。72歳没。生没同日であった。2014年8月26日に放送された『SOUL SAPIENS with Ryohei Ebuchi Vol.3』（インターネットテレビ）にゲスト出演し、これが最後の映像出演となった。また、同年11月から12月にかけて大森一樹や大阪芸術大学映像学科と共に制作した『装甲巨人ガンボット』がテレビ大阪で放送され、これが遺作となった。
2015年（平成27年）2月7日、東宝スタジオ第6ステージにて「川北紘一監督お別れの会」が催された。発起人は東宝社長の島谷能成とバンダイ社長の上野和典が務めた。

## 人物
子供のころから、近所の東映の映画館で番落ちの白黒時代劇映画に親しんだ。親戚に映画関係者が多く、封切りの東宝映画はチケットを回してもらって観ていたという。そんな折に観た総天然色の『地球防衛軍』（1957年）の華麗な特撮に強い感銘を受け、特撮に興味を持ったと語っている。一方で、東京へ戻った当初は近所に東映系列の映画館しかなかったため、『ゴジラ』（1954年）や『ゴジラの逆襲』（1955年）は公開当時には観ていなかった。
撮影技師志望だったが、入社後は主に合成を担当したほか、飯塚定雄のもとで怪獣や超兵器の出す光線アニメーションの作画を担当し、『怪獣大戦争』（1965年）のAサイクル光線車やX星円盤、『フランケンシュタインの怪獣 サンダ対ガイラ』（1966年）のメーサー車の光線などを手掛けた。光学合成時代について川北は、光学撮影は合成を含めたクリエイティブな仕事であることを理解し、その重要性を発見したと述懐している。合成から助監督へ移った理由については、オプチカル作業により目を悪くしたためと述べている。
映画の現場に携わっていた人間として、当初はテレビをバカにしていたこともあったが、助監督を務めた『帰ってきたウルトラマン』（1971年）で「テレビでもこんなことができる」と感心し、特殊効果を活かせる作品があることが嬉しかったという。
チーフ助監督を務めた『ゴジラ対メカゴジラ』（1974年）では、ロボット怪獣メカゴジラの武器である「フィンガーミサイル」や、頭を回転させて発生させる「ネオ・ディフェンス・バリアー」などの名称アイディアを発案した。同作品では、合成を手掛けた『ウルトラマンA』（1972年）で培った光線表現も応用している。フォース助監督であった浅田英一によれば、川北は合成に神経を使っており、合成担当の宮西武史にダメ出しを行うこともあったほか、宮西も川北は出来上がりに満足できないと自ら手を出そうとしてくるのでプレッシャーであったと述べている。
思い出深い作品として、最初にゴジラシリーズの特技監督を務めた『ゴジラvsビオランテ』（1989年）と同シリーズで最後に手掛けた作品となった『ゴジラvsデストロイア』（1995年）を挙げている。
ゴジラシリーズを担当してきたが、「平成ガメラシリーズ」なども高く評価している。ただし、カメのキャラクターは好きではないらしい。
自身の手掛けた平成期の特撮シリーズについては、ゴジラやモスラばかりでなく過去の東宝特撮のようにバラエティ豊かな作品を作らなければならなかったと述懐している。
ゴジラシリーズでは、キャラクター展開にも積極的に携わっており、タイアップCMの撮影を精力的に行っていたほか、出版社や玩具メーカーにも協力的で、自ら商品データを制作してバンダイへ持ち込んだこともあった。
古物・骨董の収集が趣味で、スタッフ間でも広く知られていた。『ゴジラvsデストロイア』のロケで香港へ赴いた際には、骨董品店を覗いていた川北が動こうとしなかったため、ロケバスが発車してしまっていたこともあった。

## 作風
独特な手法から、「特撮の鬼」の異名で呼ばれることもある。ゴジラ映画や超星神シリーズなどでは、スタジオ内にスモーク（白煙）を張った上で怪獣を逆光で撮影し、怪獣のシルエットを浮かび上がらせるという手法を多く用いており、ファンの間では「川北後光」と称されている。「金粉」のきらめきを画面効果として好み、『ゴジラvsビオランテ』や『ゴジラvsデストロイア』などで、ゴジラや怪獣が消滅するといった描写で多用している。東宝プロデューサーの富山省吾は、『vsデストロイア』でのゴジラが死ぬシーンは、これら川北のテクニックをすべて投入していたと評している。
「怪獣はプロレスごっこのような肉弾戦をしないだろう」という考えから、怪獣同士が取っ組み合うような格闘演出を排除し、目や口、触覚などからの光線技の応酬を多用するため、「川北特撮＝光線の打ち合い」などと揶揄する声もある。擬人化した動きは意図的に排除している。円谷英二の意向に則り流血表現は避けつつ、上記金粉やビオランテでの樹液など代替表現を行うことも多い。怪獣が建物を破壊する場面でも、手で壊すような描写は好まないという。こうした効果について、川北は放射能などの目に見えないものを表現するのにわかりやすいとしており、残虐な描写を用いないことで観客に想像の余地を残していると述べている。
一方、ゴジラとベビーゴジラ（リトルゴジラ、ゴジラジュニア）の親子愛や、モスラとバトラやゴジラとラドンの命のやり取りなど、擬人化せずとも描ける生物共通の愛情や命のあり方を描くことも重視している。
今までとは違うゴジラを描こうという姿勢から、『vsビオランテ』以降のゴジラの歯を2列にしたり、白目を無くしたり、透明素材の背びれにフラッシュを仕込んで光らせたりと、さまざまな新案を持ち込んでいる。従来のゴジラの人間臭さを排して動物的な原点に戻すことを意図した一方、単なるリアル志向にはならず、ファンタジー要素も重視したことも語っている。
怪獣は夜間に禍々しく動くものという考えから、ゴジラシリーズではナイトシーンをクライマックスとしている。一方、モスラシリーズはイメージが異なると述べている。『ゴジラvsキングギドラ』（1991年）は監督の大森一樹からの要望で昼間の戦闘が中心となった。
撮影では、NGが出たカットでは次にまったく異なるアングルで撮影するなど、映像素材を多く得ることを重視していた。これに対応するため、ミニチュアセットも固定されたものではなく、移動や組み換えが可能なものとなっていた。川北は、一見使いようがないカットでも編集や合成で味付けを行うことで観客に美しく見せることが必要だと考えており、自身でも思いがけない効果をあげることもあるという。業界内では「ねばりの川北」とも称されていた。
照明技師の斉藤薫は、円谷英二がカメラポジションを据えたら横移動かクレーンでの上下移動のみであったのに対し、川北はカメラ自体が迫っていく縦移動が多かったといい、カメラマンの江口憲一も川北は主観カットが多いと述べている。カメラを複数台で撮ることも多く、カメラ同士が向かい合うようなポジションになるため、Bカメラは頭に草をつけたりビルの中に入るなどしていた。
「あるものは何でも使えばいい」と雑誌『宇宙船』のインタビューで発言しており、『ゴジラvsメカゴジラ』（1993年）の第2特報では『ガンヘッド』（1989年）の特撮シーンを流用したほか、『超星神グランセイザー』（2003年）では東宝の倉庫に保管されていたゴラス、「ゴジラシリーズ」などの小道具を流用した。また、『幻星神ジャスティライザー』（2004年）でもメカゴジラの模型を流用した。それらに先駆け、『さよならジュピター』（1984年）ではオガワモデリングが所有していた緻密なミニチュアを正式に譲ってもらっており、前述の「超星神シリーズ」の宇宙戦のシーンに流用している。助監督を務めた神谷誠は、使えるものは何でも使うことで、予算以上の効果を目指していたと述べている。
編集でも、過去の映像素材を効果的に挿入することも得意としている。神谷によれば、川北はフィルム倉庫のストック・フッテージを把握していたといい、その倉庫は「川北ライブラリー」と称されていた。
川北が円谷英二から直接学んだのは編集であった。光学合成時代には、NGになったジャンクフィルムを大量に貰い受け、円谷の撮影や編集のテクニックを研究していたという。現場での撮影を第1の演出とするならば、編集は第2の演出であり、おろそかにすることができない一番大事な作業であると語っている。編集時点では、特撮カットに音がついていないため、編集にあたっては音を感じられるよう画作りを意識していた。また、説明的な引きのカットは尺を短くし、寄りのカットでは尺を長くして周囲を映さずに芝居を見せることで感情を表現している。リアルに見せることよりもリアルに感じさせることが重要であり、照明などの整合性は気にせず、画面の流れや迫力を優先している。
特撮美術の大澤哲三は、川北は円谷英二時代の伝統的な特撮技法を大事にしており、技術的に新しい技法が使える場面でもあえて古い手法を用いることもあり、先駆者への畏敬の念の現れであると同時にそこへ自身の新しい要素を加えていくという意志を感じたことを語っている。川北自身も、合成技術ではハリウッドに敵わなくても、ミニチュアワークでは勝っていると自負していた。
川北組で助監督を務めた鈴木健二は、川北の編集は割り切りがいいと評しており、複数台で撮影したカットの場合はメインポジションではなく寄りの画を使うこともあった一方、絵コンテについてはスケジュールの都合から取り切れず、削ることも多かったという。大澤も、メインポジションが1回で終わることもあるためセット作りが難しかったと述べている。
同じく助監督を務めた神谷は、川北の性質を「やんちゃ」と評しており、彼のやんちゃさは役員職に就く前の『vsビオランテ』のころがピークであったという。川北は、脚本にないことをその場のひらめきで言い出すことも多かったが、神谷はその状況に大変さよりも面白さを感じていたと述懐している。助監督の近藤孔明は、アドリブで特撮を撮る監督は川北以外にはいないと評している。スタジオOXの杉田篤彦によれば、川北は雑談の中からアイデアを拾うこともあったといい、若手の意見でもすぐに現場に導入する行動力であったと証言している。一方、本編監督の大河原孝夫は、先行していた川北の撮影内容が事前の打ち合わせと異なるものであったため、本編とつながらないこともあったと証言している。
準備期間の都合から、脚本の決定稿が完成する前に特撮の準備・撮影に入ることが多く、東宝プロデューサーの富山省吾は、平成ゴジラVSシリーズでは本編班と川北のアイデアをすり合わせることが製作として重要な作業であったと述べている。
造型担当の若狭新一は、平成ゴジラVSシリーズは川北がやりたいことをやりたいようにやった作品だと評しており、彼の情熱があったからこそ現場の士気も上がり、観客にもその情熱が伝わったことが作品の人気にもつながったと語っている。
怪獣やメカなどのデザインは、デザイナーによる画稿の通りに造るのではなく、複数のデザイン案をまとめて造形で最終的なデザインを決定するという手法をとっていた。ゴジラシリーズなどにデザイナーとして参加した西川伸司は、川北について同年代では珍しいマニア気質の人物だが原理主義者ではなく、過去のキャラクターを登場させる時は懐古趣味にならず、その時代の子供たちに受け入れられるよう、必ずリニューアルしていたと証言している。一方、川北の監督時代は彼がすべてを取り仕切っていたため、デザインや造形も川北の意向に沿ったものとなっており、彼が退任した『モスラ3 キングギドラ来襲』（1998年）以降はデザイナーや造形家の独自色が出ていると述べている。同じくデザイナーとして参加した青井邦夫も、メインのデザイナーは川北であったと述べている。同じくデザイナーの吉田穣は、提出した怪獣デザイン画のコピーを川北が切り貼りしてまったく新しい怪獣を作り上げたこともあったという。VFXスーパーバイザーの大屋哲男は、新しいメカが登場すると、穴の開いている部分はすべて光線を出すよう指示されたと述べている。
実現しなかったが、『地球防衛軍』（1957年）のリメイク企画を1990年代に東宝に立案していた。
『キングコングの逆襲』（1967年）のメカニコングを気に入っており、平成ゴジラシリーズに何度かメカニコングを再登場させようとしたが、権利の関係もあって実現できなかった。川北はこれらの企画の雪辱を期し、『幻星神ジャスティライザー』および『劇場版 超星艦隊セイザーX 戦え!星の戦士たち』（2005年）でメカニコングをオマージュしたメカ巨獣ブルガリオを登場させている。
円谷英二に招かれて円谷プロダクションのウルトラシリーズにも参加し、特撮監督デビューもウルトラシリーズの『ウルトラマンA』（1972年）であった。『ウルトラQ』（1966年）や『ウルトラマン』（1966年）では合成撮影を受け持っており、『帰ってきたウルトラマン』（1971年）からは特撮班助監督として参加した。「変身した直後のウルトラマンが赤い光の中から拳を突き上げて迫ってくる」という画の合成も手掛けた。なお、破李拳竜によれば、助監督時代の川北はきくち英一の不在中にウルトラマンジャックのスーツアクターも担当していたという。
特殊効果の関山和昭は、中野昭慶が紅蓮の炎や黒煙のディテールなどにこだわっていたのに対し、川北は派手な火薬の使い方を好んでいたと証言している。
平成ゴジラシリーズで監督や脚本を務めた大森一樹は、『vsビオランテ』のころは本編と特撮の割合は1：4程度で川北も「これぐらいのバランスが美しい」と語っていたが、その後は特撮パートが長くなっていったといい、自身が手掛けた脚本から大幅に変更していた『vsデストロイア』は「川北の暴走」と評している。これについて大森は、製作の田中友幸が現場に出なくなったことで川北を抑えられる人物がいなくなったといい、東宝側も特撮が多い方が面白いという考えであったと述べている。

## 作品
参照：川北紘一, 2010 & loc-「川北紘一作品リスト&セルフレビュー」, pp. 292–295

### テレビドラマ
- ウルトラシリーズ（TBS系列）
  - ウルトラQ（1966年） - 合成（第12話）
  - ウルトラマン（1966年） - タイトルバック合成
  - 帰ってきたウルトラマン（1972年） - 監督助手
  - ウルトラマンA（1972年 - 1973年） - チーフ助監督（特撮）・特殊技術
  - ウルトラマンタロウ（1973年） - 特殊技術
  - ウルトラマン80（1980年） - 特撮監督
- 恐怖劇場アンバランス（1973年、フジテレビ系列） - 光学撮影[要出典]
- 流星人間ゾーン（1973年、日本テレビ系列） - 特殊技術[17][8]
- 日本沈没（1974年、TBS系列） - 特殊技術
- メガロマン（1979年、フジテレビ系列）  - 特技監督[8]
- 西遊記II（1979年、日本テレビ系列） - 特撮監督
- 木曜ゴールデンドラマ 東京大地震マグニチュード8.1（1980年、読売テレビ/日本テレビ系列） - 特撮監督
- 火曜サスペンス劇場（日本テレビ系列）
  - 消えたタンカー（1981年） - 特殊技術
  - 大都会の死角（1983年） - 特殊技術[94]
- 木曜スペシャル さらば海底空母イ401（(1983年、日本テレビ系列） - 特撮監督
- 年末時代劇スペシャル（日本テレビ系列） - 特技監督
  - 五稜郭（1988年）
  - 奇兵隊（1989年）
  - 勝海舟（1990年）
  - 源義経（1991年）
- 独眼竜の野望 伊達政宗（1993年、テレビ朝日系列） - 特撮監督
- 超星神シリーズ（テレビ東京系列） - 特技監督
  - 超星神グランセイザー（2003年 - 2004年）
  - 幻星神ジャスティライザー（2004年 - 2005年）
  - 超星艦隊セイザーX（2005年 - 2006年）
- Kawaii! JeNny（2007年、チバテレビほか）  - 監督・企画
- 装甲巨人ガンボット（2014年、テレビ大阪）  - 監督・脚本

### 映画
- 妖星ゴラス（1962年、東宝） - 撮影助手（特撮）[95][11][注釈 16]
- 大沈清伝（1962年、日韓合作） - 撮影助手（特撮）
- ゴジラシリーズ
  - 昭和ゴジラシリーズ
    - キングコング対ゴジラ（1962年、東宝） - 撮影助手[12][注釈 16]
    - モスラ対ゴジラ（1964年、東宝） - 撮影助手[12][注釈 16]
    - 三大怪獣 地球最大の決戦（1964年、東宝） - 撮影助手[11][12][注釈 16]
    - 怪獣大戦争（1965年、東宝） - 光学撮影[96]（光線作画[12]）[注釈 16]
    - ゴジラ対ヘドラ（1971年、東宝） - 監督助手[96]（サード助監督[97]）[注釈 16]
    - ゴジラ対メカゴジラ（1974年、東宝映像） - 助監督[96]（チーフ助監督[56]）[注釈 17]

  - 平成ゴジラシリーズ（東宝映画）
    - ゴジラ（1984年） - メイキング[21][22][注釈 16]
    - ゴジラvsビオランテ（1989年） - 特技監督
    - ゴジラvsキングギドラ（1991年）  - 特技監督
    - ゴジラvsモスラ（1992年）  - 特技監督
    - ゴジラvsメカゴジラ（1993年）  - 特技監督
    - ゴジラvsスペースゴジラ（1994年）  - 特技監督
    - ゴジラvsデストロイア（1995年）  - 特技監督

  - 怪獣プラネットゴジラ（1994年）- 監督・特技監督[注釈 18]
- 太平洋の翼（1963年、東宝） - 撮影助手（特撮）
- 青島要塞爆撃命令（1963年、東宝） - 撮影助手（特撮）
- マタンゴ（1963年、東宝） - 撮影助手（特撮）[98][注釈 16]
- 大盗賊（1963年、東宝） - 撮影助手（特撮）
- 海底軍艦（1963年、東宝） - 撮影助手（特撮）[99][注釈 16]
- 士魂魔道 大龍巻（1964年、東宝） - 撮影助手（特撮）
- 宇宙大怪獣ドゴラ（1964年、東宝） - 撮影助手（特撮）[100][注釈 16]
- 勇者のみ（1965年、東京映画・シナトラエンタープライズ） - 撮影助手[11]
- 太平洋奇跡の作戦 キスカ（1965年、東宝） - 光学撮影[12]
- フランケンシュタイン対地底怪獣（1965年、東宝） - 光学撮影[101][注釈 16]
- 大冒険（1965年、東宝） - 光学撮影
- ゼロ・ファイター 大空戦（1966年、東宝） - 光学撮影
- フランケンシュタインの怪獣 サンダ対ガイラ（1966年、東宝） - 光学撮影[102][注釈 16]
- キングコングの逆襲（1967年、東宝） - 光学撮影
- 連合艦隊司令長官 山本五十六（1968年、東宝） - 光学撮影[103][注釈 16]
- 緯度0大作戦（1969年、東宝） - 光学撮影[104][注釈 16]
- 日本海大海戦（1969年、東宝） - 光学撮影
- ゲゾラ・ガニメ・カメーバ 決戦!南海の大怪獣（1970年、東宝） - 光学撮影[105][注釈 16]
- 激動の昭和史 沖縄決戦（1971年、東宝） - 監督助手
- 日本沈没（1973年、東宝） - 監督助手
- ノストラダムスの大予言（1974年、東宝映画/東宝映像） - チーフ助監督（特撮）
- 東京湾炎上（1975年、東宝映画/東宝映像） - チーフ助監督（特撮）
- 続人間革命（1976年、東宝映像/シナノ企画） - チーフ助監督（特撮）
- 不毛地帯（1976年、芸苑社） - 特殊技術
- 大空のサムライ（1976年、東宝映画） - 特殊技術
- 武士道ブレード（1976年、ランキン・バス/トライデント、アメリカ/イギリス映画） - 特殊技術
- 惑星大戦争（1977年、東宝映画/東宝映像） - チーフ助監督（特撮）[注釈 19]
- 北京原人の逆襲 （1977年、ショウ・ブラザーズ、香港映画） - チーフ助監督（特撮）
- 日蓮 （1979年、 永田雅一プロダクション） - 特殊技術
- 南十字星（1982年、新日本映画/サザン・インターナショナル・フィルム） - 特技監督
- 零戦燃ゆ（1984年、東宝映画） - 特技監督[8]
- さよならジュピター（1984年、東宝映画/イオ） - 特技監督
- 愛・旅立ち （1985年、フィルムリンクインターナショナル） - 特技監督[8]
- 新・喜びも悲しみも幾年月 （1986年、松竹映画） - 特技監督
- 螢川 （1987年、松竹映画） - 特技監督
- 「さよなら」の女たち （1987年、東宝映画） - 特撮[22][106][注釈 16]
- 19 ナインティーン（1987年、東宝映画/ジャニーズ事務所） - 特殊効果
- ドン松五郎の大冒険（1987年、プロジェクト・エー/東和プロダクション） - 特撮監督
- ぼくのビックリ体験 利根川の治水 （1987年、日映科学映画製作所） - 特撮監督
- アナザー・ウェイ ―D機関情報―（1988年、タキエンタープライズ） - 特技監督[8]
- ガンヘッド（1989年、「ガンヘッド」製作委員会） - 特技監督
- 動天（1991年、トーメン） - 特技監督
- ヤマトタケル（1994年、東宝映画） - 特技監督
- 平成モスラシリーズ（東宝映画） - 特技監督
  - モスラ（1996年）
  - モスラ2 海底の大決戦（1997年）
- 劇場版 超星艦隊セイザーX 戦え!星の戦士たち（2005年、セイザーXムービープロジェクト） - 特技監督

### 展示
- 沖縄海洋博 三菱未来館
- ららぽーと船橋 地震体験館
- 神戸ポートアイランド博覧会 三菱未来館
- 未来の東北博覧会 NTT館
- 長崎オランダ村 「蘇る貴婦人・観光丸のすべて」
- '88さいたま博覧会 テーマ館
- サザンピア21 鹿児島テーマ館
- 海と島の博覧会 NTT館[要出典]
- 国際花と緑の博覧会 JT館
- 富士急ハイランド アングラー館
- 伊勢戦国時代村 戦国合戦館
- 新潟ふるさと村 アピール館
- 世界・焱の博覧会 九州電力館
- 境港博覧会 山口合同銀行館
- 境港ゴジラミュージアム
- 山口きらら博 宇部市館
- 人と防災未来センター[107][注釈 20]。
- 2014年 - 千葉工業大学・東京スカイツリータウンキャンパス（東京ソラマチ・8F）「AreaII 惑星探査ゾーン」常設の300インチ3D宇宙シアターで上映される『宇宙138億年の旅 地球そして生命』。5.1chサラウンド・3D作品。

### 舞台
舞台上で流す映像の監督。
- 青年（1986年）
- 風と共に去りぬ（1987年）
- 孤愁の岸（1989年）

### その他
- 1985年 - 『メイキングオブゴジラ』構成・演出
- 1986年 - 『東宝特撮未使用フィルム大全集』構成・演出
- 2010年 - 東芝Blu-ray Discレコーダー「REGZAブルーレイ」販促PV『リアルグレード1/1ガンダム3D』[注釈 21]
- 2011年 - バンダイ『S.H.MonsterArts』第1弾「S.H.MonsterArts ゴジラ」、第2弾「S.H.MonsterArts メカゴジラ」販促PV
- 2012年 - 『太平洋航空大決戦 零式艦上戦闘機（歴史群像シリーズ）』（学研パブリッシング）、付属DVD収録の映像『零戦21型と坂井三郎』
- ニューギンの「パチンコCRゴジラ3・4」の実写カットも担当している。
- 超合金などのバンダイの玩具のCMを多く手がけている。超合金のCMは1975年『UFOロボ グレンダイザー』の「DX超合金グレンダイザー」のCMから[109]1980年代前半辺りまで担当していた模様[110]。特に1980年の『宇宙大帝ゴッドシグマ』のDX超合金のCMは、IBA（国際放送広告賞）を受賞した[111]。1981年の「ジオン脅威のメカニズム」のナレーションで知られる『機動戦士ガンダム』[57]、1994年の『機動武闘伝Gガンダム』などのプラモデルのCMや、1983年のソフビ人形『ウルトラ怪獣シリーズ』のCMも、川北の演出によるものである[注釈 22]。

## 出演作品

### カメオ出演
- ゴジラ対ヘドラ（1971年） - アングラバーの客[112]
- 日本沈没 第23話「海に消えた鎌倉」（1973年） - 首相演説を聴く男
- ゴジラvsキングギドラ（1991年） - 地下街の客[出典 24]
- ゴジラ・モスラ・キングギドラ 大怪獣総攻撃（2001年） - 防衛軍将校[112]
- 超星神グランセイザー 第49話「宇宙連合軍進撃開始!」（2004年） - 国防省長官
- 幻星神ジャスティライザー 第1話「出現! 幻星獣ライゼロス」（2004年） - ビルの中の会社員

### 映像特典など
- 地球防衛軍 DVD特典音声オーディオコメンタリー（2001年）[注釈 23]
- フランケンシュタインの怪獣 サンダ対ガイラ DVD特典映像「東宝小道具大図鑑」（2002年）[注釈 24]
- ゴジラvsビオランテ DVD特典音声オーディオコメンタリー（2002年）[注釈 25]
- ゴジラvsデストロイア DVD特典音声オーディオコメンタリー（2002年）
- ゴジラ FINAL WARS DVD特典映像（2005年）

### 舞台（出演）
- Teacher（2004年、ACファクトリー） - 川北校長役[114]

## 受賞歴
- 1991年 - 日本アカデミー賞特殊技術賞。
- 1992年 - アジア太平洋映画祭特殊効果賞。

## 著書
- 川北紘一『特撮魂 東宝特撮奮戦記』洋泉社、2010年1月22日。ISBN 978-4-86248-515-1。
  - 東宝特撮監督としての半生を語る、自伝的エッセイ。

## インタビュー
- 『マイナビニュース』川北紘一特技監督 インタビュー[115]
- 『俺とゴジラ』「第二回 特技監督 川北紘一氏」（2014年12月7日・前編）[116]
- 『俺とゴジラ』「第二回 特技監督 川北紘一氏」（2014年12月11日・後編）[117]